# Język dolnołużycki
Język dolnołużycki (dolnołuż. dolnoserbska rěc, dolnoserbšćina) – jeden z dwóch języków łużyckich, którym posługują się Dolnołużyczanie na niewielkim obszarze wokół Chociebuża we wschodniej części Niemiec.
Ogólną liczbę użytkowników języka dolnołużyckiego szacuje się na ok. 1–2 tys. Dolnołużycki jest językiem wymierającym, o czym świadczą dane demograficzne, według których większość aktywnych użytkowników dolnołużyckiego to ludzie starsi. Młodsi natomiast ze względów pragmatycznych wolą posługiwać się językiem niemieckim, umożliwiającym karierę zawodową i awans społeczny. Podejmowane są pewne próby działań, mające uchronić język dolnołużycki przed wymarciem. Do najważniejszych należy tzw. program „Witaj”, stawiający na rozwój dolnołużyckiego już w przedszkolach i to nie tylko dzieci dolnołużyckich, ale także uczęszczających do tych samych przedszkoli dzieci niemieckich. Efekty programu dalekie są jednak od zadowalających, co nie pozwala patrzeć z optymizmem na przyszłość dolnołużyckiego. Istnieją obawy, że jeśli nie zostaną podjęte radykalne działania, zarówno ze strony samych Łużyczan, jak i państwa niemieckiego, język ten może zaniknąć w ciągu następnych dwóch-trzech pokoleń.
Język dolnołużycki różni się od górnołużyckiego szeregiem cech oraz odmienną w dużej mierze leksyką, co powoduje, że wzajemne zrozumienie użytkowników obydwu tych języków może być dość trudne. Język dolnołużycki ze względu na pewne cechy bliższy jest językowi polskiemu, natomiast górnołużycki bliższy jest językowi czeskiemu.
Wykształcony został język literacki (standard językowy), w którym powstają dzieła literackie, prowadzone są zajęcia na poziomie podstawowym i gimnazjalnym, wydawana jest prasa (jednak w bardzo ograniczonym wymiarze; najważniejszym tytułem pozostaje tygodnik Nowy Casnik) itp. Istnieje dolnołużycka wersja Wikipedii. Podstawą piśmiennictwa dolnołużyckiego i dolnołużyckiego języka standardowego jest dialekt chociebuski.

## Gramatyka
W obu językach łużyckich zachowały się proste czasy przeszłe (aoryst i imperfectum; choć w dolnołużyckim używane są już tylko w języku literackim), liczba podwójna. Język dolnołużycki zachował dodatkowo supinum, które w pozostałych językach słowiańskich (z wyjątkiem słoweńskiego) zanikło.
Język używa w zasadzie sześciu przypadków: mianownika, dopełniacza, celownika, biernika, narzędnika i miejscownika (wołacz występuje tylko w kilku tradycyjnych formach). Rzeczowniki mają liczbę podwójną (jadna ruka, dwě ruce, tśi ruki).

## Pisownia
Polskim głoskom ć, dź, w odpowiadają w dolnołużycczyźnie głoski ś, ź, np. pol. być – dłuż. byś, pol. dzieci – dłuż. źiśi. Polskim grupom spółgłoskowym tr i pr odpowiadają dolnołużyckie tš, pš, np. pol. prawy – dłuż. pšawy, pol. straszny – dłuż. tšašny, pol. trawa – dłuż. tšawa itp.
W ortografii dolnołużyckiej występuje także znak ó, który, w zależności od dialektu, może oznaczać następujące samogłoski: /ɔ/, /ʊ/, /ɨ/ lub /y/, albo /ɛ/.
| a | b | c | č | ć | d | e | ě | f | g | h | ch | i | j | k | ł | l | m | n | ń | o | p | r | ŕ | s | š | ś | t | u | w | y | z | ž | ź |
| A | B | C | Č | – | D | E | – | F | G | H | Ch | I | J | K | Ł | L | M | N | – | O | P | R | – | S | Š | Ś | T | U | W | Y | Z | Ž | Ź |

## Wymowa

Zasięg języków łużyckich w Niemczech

Akcent w słowach dolnołużyckich pada zazwyczaj na pierwszą sylabę:
- Łužyca /ˈwuʒɨtsa/ „Łużyce”
- pśijaśel /ˈpɕijaɕɛlʲ/ „przyjaciel”
- Chóśebuz /ˈxɨɕɛbus/ „Chociebuż”

W zapożyczeniach akcent może padać na jedną z trzech ostatnich sylab:
- internat /intɛrˈnat/ „internat”
- kontrola /kɔnˈtrɔlʲa/ „kontrola”
- september /sɛpˈtɛmbɛr/ „wrzesień”
- policija /pɔˈlʲitsija/ „policja”
- organizacija /ɔrganʲiˈzatsija/ „organizacja”

## Przykłady
Ojcze nasz
Wośc naś
Wośc naś, kenľ sy na njebju,
huswěśone buźi twojo mě.
Twojo kraljestwo pśiźi.
Twoja wola se stani, ako na njebju tak teľ na semi.
Naś wśedny klěb daj nam źěnsa.
A wodaj nam naśe winy, ako my wodawamy naśym winikam.
A njewjeź nas do spytowanja, ale humoż nas wot togo złego.
(Pśeto twojo jo to kralejstwo a ta moc a ta cesć do nimjernosći).
Amen